# Ishiharatest

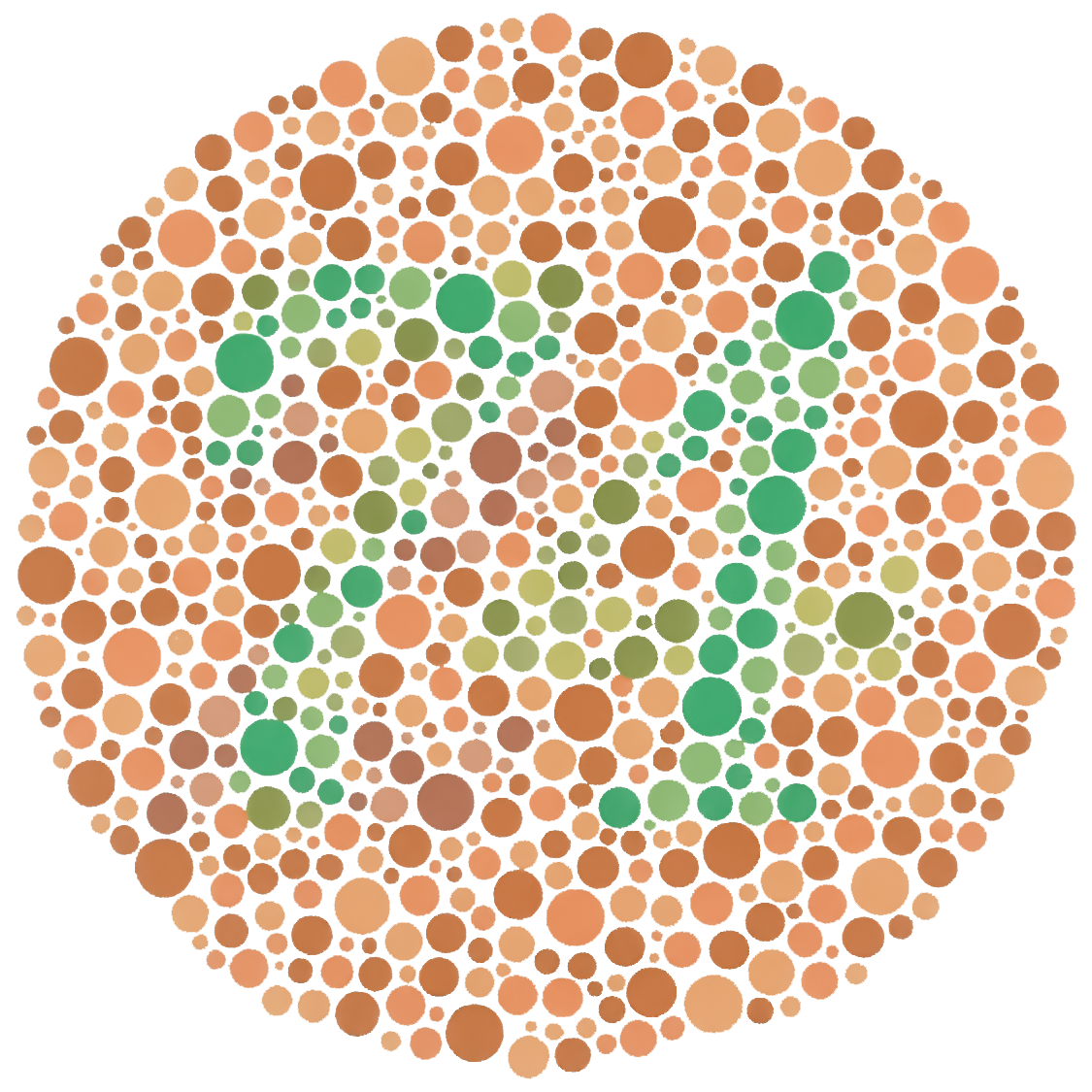
Ishiharaplaat. Niet-kleurenblinden ontwaren hier het getal 74, mensen met dichromatisme of trichromatisme zien een 21.

Zwart-witvoorstelling zodat kleurenblinden het principe van de test inzien. De echte test bestaat uit gekleurde bollen die een 12 vormen.

De ishiharatest is een test om iemand te testen op kleurenblindheid. De test werd genoemd naar Shinobu Ishihara, een Japanse oogheelkundige die deze test in 1917 ontwikkelde.
Aan de proefpersoon worden plaatjes met gekleurde stippen getoond. Stippen van gelijkaardige kleuren zijn in cijfers geordend. Kan de proefpersoon de cijfers onderscheiden, dan is hij niet kleurenblind. 
Een plaatje heeft bijvoorbeeld een achtergrond van rode en oranje stippen, met daarin een cijfer van groene en blauwe stippen. Iemand die kleuren kan zien, ziet een duidelijk verschil tussen de achtergrond en het cijfer.
Het is belangrijk dat er verschillende tinten van kleuren worden gebruikt. Als alle stippen in het cijfer dezelfde tint groen hebben en alle stippen in de achtergrond dezelfde tint rood, dan is er altijd wel een klein verschil in helderheid, waardoor iedereen het cijfer kan onderscheiden. Door stippen met verschillende tinten te gebruiken, bijvoorbeeld lichtrood, donkerrood en oranje voor de achtergrond, wordt dit probleem vermeden.